# Назаров Дмитро Аркадійович
Дмитро Аркадійович Назаров (нар. 3 серпня 1977, Феодосія, Кримська область, УРСР) — український та російський футболіст та тренер, виступав на позиції захисника. Після захоплення Криму Росією пішов на співпрацю з місцевою окупаційною адміністрацією та її колаборантами.

## Клубна кар'єра
Вихованець футбольної школи «Таврії» (Сімферополь), в якій і розпочав дорослу футбольну кар'єру. 24 травня 1998 року дебютував у Вищій лізі в поєдинку проти вінницької «Ниви» (2:2). Виступав за команду протягом 9 років (з 1994 по 2002 роки), провів у її складі у Вищій лізі 119 матчів. У вересні 2002 року став гравцем «Севастополя». На початку 2004 року перейшов до маріупольського «Металурга». У 2005 році захищав кольори сімферопольського «Динамо-ІгроСервіса». Потім виступав в аматорських колективах. Допоки восени 2007 року не підписав контракт з «Севастополем». У січні 2008 року повернувся в «Таврію», в якій провів 21 поєдинок і забив 1 м'яч. У січні 2009 року після приходу нового головного тренера, Сергія Пучкова, отримав статус вільного агента. У березні 2009 року знову підписав контракт з ПФК «Севастополь», в якому виступав до літа того ж року. Після цього виступав у чемпіонаті Криму та аматорському чемпіонаті України, в тому числі й у красноперекопському «Хіміку». Останнім клубом в кар'єрі Назарова-гравця став фейковий ТСК, за який Дмитро провів 2 поєдинки.

## Кар'єра в збірній
У 1994 році виступав у юнацькій збірній України, яка на юнацькій першості Європи 1994 року в Ірландії завоювала бронзові нагороди. Потім захищав кольори юнацької збірної України (U-18) та молодіжної збірної України.

## Кар'єра тренера
Після завершення кар'єри гравця розпочав тренерську діяльність. З 2012 по 2014 рік працював у клубній структурі сімферопольської «Таврії» на різних посадах. У 2014 році, після окупації Росією Криму, отримав російське громадянство. З серпня 2015 по червень 2016 року очолював так звану сімферопольську ДЮСШ Республіки Крим.
У липні 2016 року призначений тренером ялтинського «Рубіна», який виступає в чемпіонаті Криму, на цій посаді пропрацював до жовтня того ж року. З 14 по 29 жовтня 2016 року виконував обов'язки головного тренера цього фейкового клубу.

## Досягнення

### Збірна
- Юнацький чемпіонат Європи (U-17)
  -  Бронзовий призер (1): 1994